# Vostotsjny port

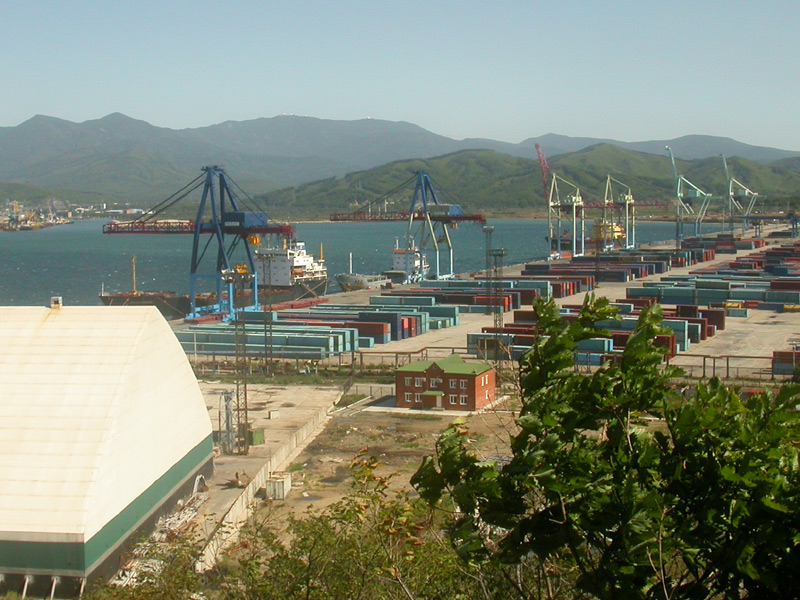
Gezicht op de containerterminal van de haven vanaf een observatieplatform

OAO Vostotsjny port (Russisch: Восточный порт; "oostelijke haven") is de grootste diepzeehaven van het Russische Verre Oosten. De haven ligt aan de oever van de ijsvrije Vrangelbocht van de Japanse Zee, nabij de gelijknamige stedelijke plaats Vrangel, in het zuiden van de Russische kraj Primorje, op 30 kilometer ten oosten van de stad Nachodka. Het vormt bestuurlijk gezien onderdeel van de gorodskoj okroeg van Nachodka, waarmee het door een weg is verbonden.
Het spoorstation Vostotsjny port wordt soms gezien als het onofficiële eindpunt van de Trans-Siberische spoorlijn, daar deze verder van Moskou ligt dan het officiële eindpunt Vladivostok.
De eerste ontwerpen voor de haven werden gemaakt in 1968. In 1971 werd het uitgeroepen tot een 'Heel-Unie-Komsomolse oedarnaja strojka (Всесоюзной ударной комсомольской стройкой) en in december 1973 werd de haven in gebruik genomen. In 1992 werd de haven geprivatiseerd en werd het een OAO (NV).

## Beschrijving
De haven is ijsvrij en kan het gehele jaar door gebruikt worden. Het toegangskanaal is 22 meter diep en de haven is geschikt voor schepen met een draagvermogen van maximaal 150.000 DWT. Het totale haventerrein beslaat een oppervlakte van 132 hectare.
De haven heeft twee terminals, PKK-1 en PKK-3. PKK-1 kan verschillende producten verwerken. De kade heeft een lengte van 800 meter en schepen tot 75.000 DWT kunnen aanmeren. Er zijn vier ligplaatsen voor schepen met een maximale diepgang van 12,7 meter. Per jaar kan zo’n 3 miljoen ton worden verwerkt. De PKK-3 terminal is gespecialiseerd in de overslag van steenkool. Zo’n 600.000 ton steenkool kan op het 40 hectare grootte terrein worden opgeslagen. Twee schepen van maximaal 150.000 ton kunnen aanmeren aan de 760 meter lange kade en per uur kan 3.000 ton steenkool worden geladen. De capaciteit is zo’n 12,5 miljoen ton op jaarbasis.
De haven heeft een jaarlijkse capaciteit van ruim 18 miljoen ton (in 2011 werd 16,5 miljoen ton overgeslagen; in 2010 circa 14,7 miljoen), waarvan veruit het grootste deel bestaat uit steenkool. Ze telt 19 aanlegplaatsen met een totale lengte van 4,7 kilometer en heeft een diepte van 6,5 tot 16,5 meter. In de haven bevinden zich een van de grootste containerterminals van Rusland. Naast steenkool wordt er ook hout en chemische producten overgeslagen, zoals kunstmest en methanol. De haven heeft ook een aantal opslagplaatsen. In de toekomst wil de haven zich ontwikkelen tot een containerhub.

## Toekomstplannen
In 2014 wil Vostotsjny port starten met de bouw van een nieuwe algemene terminal met een capaciteit van 20 miljoen ton op jaarbasis. Verder wil zij de stapsgewijs de overslagcapaciteit van steenkool met 10 miljoen ton verhogen naar circa 27 miljoen ton in 2017 en 35 miljoen ton in 2019. Ten slotte wil Vostotsnaja stividornaja kompania, de beheerder van de nabijgelegen containerterminal, ook de capaciteit verdubbelen naar 1,1 miljoen TEU per jaar.

## Overslaggegevens
| Jaar | Overslag in tonnen |
| ---- | ------------------ |
| 1995 | 8,3 miljoen        |
| 1996 | 8,5 miljoen        |
| 1997 | 8,1 miljoen        |
| 1998 | 6,3 miljoen        |
| 1999 | 9,9 miljoen        |
| 2000 | 11,3 miljoen       |
| 2001 | 11,1 miljoen       |
| 2002 | 14,2 miljoen       |
| 2003 | 12,8 miljoen       |
| 2004 | 17,1 miljoen       |
| 2005 | 15,5 miljoen       |
| 2006 | 16,1 miljoen       |
| 2007 | 16,3 miljoen       |
| 2008 | 15,0 miljoen       |
| 2009 | 14,6 miljoen       |
| 2010 | 14,7 miljoen       |
| 2011 | 16,5 miljoen       |